# Нафта товарна
Нафта товарна (рос. нефть товарная; англ. stock-tank oil, saleable oil, separator oil; нім. Tanköl n, Tankerdöl n) — вуглеводнева рідина, яка отримується в результаті пропускання видобувної нафтогазової суміші через наземне устаткування з метою відділення від нафти газоподібних компонентів та пластової води і відповідає певним товарним кондиціям.
Якість товарної нафти — ступінь відповідності нафти як товарної продукції кондиціям за вмістом води, хлористих солей, механічних домішок і величиною тиску насиченої пари при температурі здавання споживачеві (нафтотранспортному підприємству чи нафтопереробному заводові).
Нафту і газовий конденсат підрозділяють на три групи якості I, II, III. Вміст солей, мг/л   відповідно: 100; 300; 1800. Вміст води, %                                    відповідно: 0,5; 1; 1. Вміст мехдомішок, % відповідно: 0,05; 0,05; 0,05.
Тиск насиченої пари, кПа, відповідно: 66,65; 66,65; 66,65.
Окрім того якість нафти ще характеризують за вмістом сірки (%): малосірчиста (0-0,5); сірчиста (0,51-1,9); високосірчиста (понад 1,9).